# Campionati Internazionali di Sicilia 2003 - Qualificazioni singolare
Le qualificazioni del singolare dei Campionati Internazionali di Sicilia 2003 sono state un torneo di tennis preliminare per accedere alla fase finale della manifestazione. I vincitori dell'ultimo turno sono entrati di diritto nel tabellone principale. In caso di ritiro di uno o più giocatori aventi diritto a questi sono subentrati i lucky loser, ossia i giocatori che hanno perso nell'ultimo turno ma che avevano una classifica più alta rispetto agli altri partecipanti che avevano comunque perso nel turno finale.
Le qualificazioni del torneo Campionati Internazionali di Sicilia 2003 prevedevano 32 partecipanti di cui 4 sono entrati nel tabellone principale.

## Teste di serie
1. Marc López (primo turno)
2. Álex Calatrava (secondo turno)
3. Sergio Roitman (primo turno)
4. Renzo Furlan (ultimo turno)

1. Nicolás Almagro (Qualificato)
2. Francisco Fogues-Domenech (secondo turno)
3. Olivier Patience (secondo turno)
4. Juan-Albert Viloca-Puig (primo turno)

## Qualificati
1. Nicolás Almagro
2. Diego Veronelli

1. Tomas Tenconi
2. Juan Giner

## Tabellone

### Legenda
| - Q = Qualificato - WC = Wild card - LL = Lucky loser | - ALT = Alternate - SE = Special Exempt - PR = Protected Ranking | - w/o = Walkover - r = Ritirato - d = Squalificato |

### Sezione 1
|  | Primo turno       | Primo turno             | Primo turno       | Primo turno | Primo turno |  |  | Secondo turno           | Secondo turno           | Secondo turno           | Secondo turno   | Secondo turno   |   |   | Ultimo turno | Ultimo turno      | Ultimo turno      | Ultimo turno | Ultimo turno |  |
|  |                   |                         |                   |             |             |  |  |                         |                         |                         |                 |                 |   |   |              |                   |                   |              |              |  |
|  |                   | Mariano Albert-Ferrando | 5                 | 6           | 7           |  |  |                         |                         |                         |                 |                 |   |   |              |                   |                   |              |              |  |
|  | 1                 | Marc López              | 7                 | 1           | 5           |  |  | Mariano Albert-Ferrando | Mariano Albert-Ferrando | Mariano Albert-Ferrando | 64              | 2               |   |   |              |                   |                   |              |              |  |
|  | Juan Pablo Guzmán | Juan Pablo Guzmán       | Juan Pablo Guzmán | 6           | 6           |  |  | Juan Pablo Guzmán       | Juan Pablo Guzmán       | Juan Pablo Guzmán       | 7               | 6               |   |   |              |                   |                   |              |              |  |
|  | Ashley Fisher     | Ashley Fisher           | Ashley Fisher     | 2           | 3           |  |  |                         |                         |                         |                 |                 |   |   |              | Juan Pablo Guzmán | Juan Pablo Guzmán | 2            | 5            |  |
|  | Evgenij Smirnov   | Evgenij Smirnov         | Evgenij Smirnov   | 6           | 6           |  |  |                         |                         | 5                       | Nicolás Almagro | Nicolás Almagro | 6 | 7 |              |                   |                   |              |              |  |
|  | Vladimir Portnov  | Vladimir Portnov        | Vladimir Portnov  | 1           | 3           |  |  |                         | Evgenij Smirnov         | Evgenij Smirnov         | 2               | 2               |   |   |              |                   |                   |              |              |  |
|  | 5                 | Nicolás Almagro         | Nicolás Almagro   | 6           | 6           |  |  | 5                       | Nicolás Almagro         | Nicolás Almagro         | 6               | 6               |   |   |              |                   |                   |              |              |  |
|  |                   | Enzo Artoni             | Enzo Artoni       | 3           | 0           |  |  |                         |                         |                         |                 |                 |   |   |              |                   |                   |              |              |  |

### Sezione 2
|  | Primo turno       | Primo turno               | Primo turno               | Primo turno | Primo turno |  |  | Secondo turno | Secondo turno             | Secondo turno             | Secondo turno   | Secondo turno |   |   | Ultimo turno      | Ultimo turno      | Ultimo turno | Ultimo turno | Ultimo turno |  |
|  |                   |                           |                           |             |             |  |  |               |                           |                           |                 |               |   |   |                   |                   |              |              |              |  |
|  | 2                 | Álex Calatrava            | Álex Calatrava            | 7           | 6           |  |  |               |                           |                           |                 |               |   |   |                   |                   |              |              |              |  |
|  |                   | Hugo Armando              | Hugo Armando              | 64          | 4           |  |  | 2             | Álex Calatrava            | Álex Calatrava            | 2               | 2             |   |   |                   |                   |              |              |              |  |
|  | Andres Dellatorre | Andres Dellatorre         | 6                         | 1           | 6           |  |  |               | Andres Dellatorre         | Andres Dellatorre         | 6               | 6             |   |   |                   |                   |              |              |              |  |
|  | Mariano Delfino   | Mariano Delfino           | 3                         | 6           | 4           |  |  |               |                           |                           |                 |               |   |   | Andres Dellatorre | Andres Dellatorre | 4            | 6            | 0            |  |
|  | Diego Veronelli   | Diego Veronelli           | Diego Veronelli           | 6           | 6           |  |  |               |                           | Diego Veronelli           | Diego Veronelli | 6             | 4 | 6 |                   |                   |              |              |              |  |
|  | Mirko Alonzo      | Mirko Alonzo              | Mirko Alonzo              | 1           | 2           |  |  |               | Diego Veronelli           | Diego Veronelli           | 7               | 6             |   |   |                   |                   |              |              |              |  |
|  | 6                 | Francisco Fogues-Domenech | Francisco Fogues-Domenech | 6           | 6           |  |  | 6             | Francisco Fogues-Domenech | Francisco Fogues-Domenech | 62              | 2             |   |   |                   |                   |              |              |              |  |
|  |                   | Gianluca Naso             | Gianluca Naso             | 0           | 1           |  |  |               |                           |                           |                 |               |   |   |                   |                   |              |              |              |  |

### Sezione 3
|  | Primo turno      | Primo turno             | Primo turno      | Primo turno | Primo turno |  |  | Secondo turno   | Secondo turno   | Secondo turno   | Secondo turno | Secondo turno |   |   | Ultimo turno  | Ultimo turno  | Ultimo turno | Ultimo turno | Ultimo turno |  |
|  |                  |                         |                  |             |             |  |  |                 |                 |                 |               |               |   |   |               |               |              |              |              |  |
|  |                  | Andreas Seppi           | Andreas Seppi    | 6           | 6           |  |  |                 |                 |                 |               |               |   |   |               |               |              |              |              |  |
|  | 3                | Sergio Roitman          | Sergio Roitman   | 1           | 4           |  |  | Andreas Seppi   | Andreas Seppi   | 6               | 4             | 3             |   |   |               |               |              |              |              |  |
|  | Tomas Tenconi    | Tomas Tenconi           | Tomas Tenconi    | 6           | 6           |  |  | Tomas Tenconi   | Tomas Tenconi   | 4               | 6             | 6             |   |   |               |               |              |              |              |  |
|  | Sebastián Prieto | Sebastián Prieto        | Sebastián Prieto | 4           | 1           |  |  |                 |                 |                 |               |               |   |   | Tomas Tenconi | Tomas Tenconi | 0            | 6            | 6            |  |
|  | Stefano Cobolli  | Stefano Cobolli         | Stefano Cobolli  | 6           | 6           |  |  |                 |                 | Paolo Lorenzi   | Paolo Lorenzi | 6             | 0 | 2 |               |               |              |              |              |  |
|  | Simone Vagnozzi  | Simone Vagnozzi         | Simone Vagnozzi  | 2           | 4           |  |  | Stefano Cobolli | Stefano Cobolli | Stefano Cobolli | 65            | 5             |   |   |               |               |              |              |              |  |
|  |                  | Paolo Lorenzi           | 3                | 6           | 6           |  |  | Paolo Lorenzi   | Paolo Lorenzi   | Paolo Lorenzi   | 7             | 7             |   |   |               |               |              |              |              |  |
|  | 8                | Juan-Albert Viloca-Puig | 6                | 1           | 2           |  |  |                 |                 |                 |               |               |   |   |               |               |              |              |              |  |

### Sezione 4
|  | Primo turno            | Primo turno            | Primo turno        | Primo turno | Primo turno |  |  | Secondo turno | Secondo turno          | Secondo turno          | Secondo turno | Secondo turno |   |   | Ultimo turno | Ultimo turno | Ultimo turno | Ultimo turno | Ultimo turno |  |
|  |                        |                        |                    |             |             |  |  |               |                        |                        |               |               |   |   |              |              |              |              |              |  |
|  | 4                      | Renzo Furlan           | Renzo Furlan       | 6           | 7           |  |  |               |                        |                        |               |               |   |   |              |              |              |              |              |  |
|  |                        | Diego Hipperdinger     | Diego Hipperdinger | 1           | 6(1)        |  |  | 4             | Renzo Furlan           | Renzo Furlan           | 7             | 7             |   |   |              |              |              |              |              |  |
|  | Guillermo García López | Guillermo García López | 6                  | 4           | 6           |  |  |               | Guillermo García López | Guillermo García López | 62            | 64            |   |   |              |              |              |              |              |  |
|  | Devin Bowen            | Devin Bowen            | 3                  | 6           | 4           |  |  |               |                        |                        |               |               |   |   | 4            | Renzo Furlan | Renzo Furlan | 62           | 4            |  |
|  | Juan Giner             | Juan Giner             | Juan Giner         | 6           | 6           |  |  |               |                        |                        | Juan Giner    | Juan Giner    | 7 | 6 |              |              |              |              |              |  |
|  | Markus Hipfl           | Markus Hipfl           | Markus Hipfl       | 2           | 1           |  |  |               | Juan Giner             | 7                      | 4             | 7             |   |   |              |              |              |              |              |  |
|  | 7                      | Olivier Patience       | 6                  | 3           | 6           |  |  | 7             | Olivier Patience       | 64                     | 6             | 5             |   |   |              |              |              |              |              |  |
|  |                        | Ivajlo Trajkov         | 3                  | 6           | 3           |  |  |               |                        |                        |               |               |   |   |              |              |              |              |              |  |